# الدائرة الانتخابية 1 أدرار
الدائرة الانتخابية 1 أدرار هي واحدة من بين 48 دائرة انتخابية جزائرية إلى جانب الدوائر الانتخابية للجزائريين في الخارج، تغطي هذه الدائرة كل مساحة ولاية أدرار.

## نتائج الانتخابات الرئاسية
| الانتخابات الرئاسية | 2019 | 2014    | 2009    | 2004 | 1999 |
| نسبة المشاركة %     |      | 68.40 % | 87,03 % |      |      |
| عدد مكاتب التصويت   |      | /       | 424     |      |      |
| عدد المسجلين        |      | 220,052 | 174,606 |      |      |
| عدد المصوتين        |      | 150,518 | 151,951 |      |      |
| الأصوات المعبر عنها |      | /       | 144,088 |      |      |
| الأصوات الملغاة     |      | /       | 7,863   |      |      |

### نتائج الانتخابات الرئاسية موزعة حسب المترشحين
| النتائج     | عبد العزيز بوتفليقة | علي بن فليس | عبد العزيز بلعيد | لويزة حنون | علي فوزي رباعين | موسى تواتي |
| ----------- | ------------------- | ----------- | ---------------- | ---------- | --------------- | ---------- |
| عدد الأصوات |                     |             |                  |            |                 |            |
| النسبة %    |                     |             |                  |            |                 |            |

| النتائج     | عبد العزيز بوتفليقة | لويزة حنون | موسى تواتي | محمد جهيد يونسي | بلعيد محند أوسعيد | علي فوزي رباعين |
| ----------- | ------------------- | ---------- | ---------- | --------------- | ----------------- | --------------- |
| عدد الأصوات | 135,523             | 2,365      | 2,432      | 1,716           | 1,111             | 941             |
| النسبة %    | 94,06 %             | 1,64 %     | 1,69 %     | 1,19 %          | 0,77 %            | 0,65 %          |

## الممثلين

### نواب المجلس الشعبي الوطني
| الصورة | الاسم           | الانتماء السياسي         |
| ------ | --------------- | ------------------------ |
|        | الهامل علي      | حزب جبهة التحرير الوطني  |
|        | دلالي الحسين    | تجمع أمل الجزائر         |
|        | عقبة كنتة امحمد | حزب الكرامة              |
|        | مزوزي محمد      | التجمع الوطني الديمقراطي |
|        | يوسفي سعيدة     | حزب جبهة التحرير الوطني  |

| الصورة | الاسم                   | الانتماء السياسي |
| ------ | ----------------------- | ---------------- |
|        | بن حكوم محمد عبد الكريم | /                |
|        | كبير قاسم               | /                |
|        | مزوزي عبد القادر        | /                |
|        | مرابطي أمحمد            | /                |

### نواب مجلس الأمة
| الصورة | الاسم             | الانتماء السياسي    |
| ------ | ----------------- | ------------------- |
|        | زوبيري عبد القادر | جبهة التحرير الوطني |
|        | زفان بوجمعة       | جبهة التحرير الوطني |

## روابط خارجية
- السلطة الوطنية المستقلة للانتخابات
- وزارة الداخلية والجماعات المحلية والتهيئة العمرانية